# Pozo-Lorente
Pozo-Lorente – gmina w Hiszpanii, w prowincji Albacete, w Kastylii-La Mancha, o powierzchni 80,96 km². W 2011 roku gmina liczyła 448 mieszkańców.